# Anglemont
Anglemont ist eine französische Gemeinde im Département Vosges in der Region Grand Est (bis 2015 Lothringen). Sie gehört zum Arrondissement Épinal und zum Kanton Raon-l’Étape.

## Geografie
Anglemont liegt etwa drei Kilometer nordöstlich von Rambervillers.

## Bevölkerungsentwicklung
| Jahr      | 1793 | 1896 | 1954 | 1962 | 1968 | 1972 | 1982 | 1990 | 1999 | 2006 | 2017 |
| Einwohner | 156  | 187  | 189  | 190  | 201  | 186  | 172  | 164  | 165  | 173  | 167  |

## Persönlichkeiten
- Henri Thomas (1912–1993), französischer Schriftsteller